# Sant'Ivo alla Sapienza
La iglesia de Sant'Ivo alla Sapienza (en italiano: Chiesa di Sant'Ivo alla Sapienza) es una iglesia de Roma, construida en el rione (barrio) de Sant'Eustachio. Erigida entre 1642 y 1660 por el arquitecto Francesco Borromini, por sus valores artísticos, técnicos y simbólicos, el edificio es considerada por muchos su obra maestra y una de las obras maestras de la arquitectura barroca. 
El movimiento barroco constituye una categórica afirmación espacial de todo lo que representa espacio, volumetría y elementos decorativos. La cúpula de Sant 'Ivo de Borromini, con su espiral ascendente es el símbolo plástico de este fenómeno.
La iglesia comenzó, alrededor del siglo XIV, como una capilla del palacio de la Universidad de Roma, que se llama La Sapienza, y fue dedicada a San Ivo (santo patrón de los abogados), de ahí su nombre. En 1632, Borromini se convirtió en arquitecto de La Sapienza y comenzó a ocuparse de la iglesia del complejo universitario. En ese momento, la edificación del patio en el que debía implantarse ya había sido definida por Giacomo della Porta, incluida la exedra al fondo, y también se había planeado que fuera una iglesia de planta circular con pequeñas capillas. Borromini diseñó un edificio de planta central, pero con una geometría compleja. Las obras no comenzaron hasta 1643, aunque probablemente el diseño comenzó antes y pasó por varias fases, incluida la construcción de algunas maquetas de madera. Las obras continuaron durante más de veinte años. La primera fase de construcción fue de 1643 a 1655 cuando la iglesia aún estaba sin terminar y con edificios extraños adjuntos. Después de una interrupción, las obras se reanudaron en 1659, con la finalización de la iglesia, la construcción de la Biblioteca Universitaria Alejandrina y las fachadas en la Piazza Sant'Eustachio y Via dei Canestrari. En 1660 la iglesia fue consagrada, aunque las obras continuaron durante algunos años. La biblioteca se completó después de la muerte de Borromini.
Borromini usó una planta central basada en un hexágono obtenido a partir de la intersección de dos triángulos equiláteros, creando uno de los organismos más originales de toda la historia de la arquitectura. Recordando sus orgullosas palabras: «Non mi sarei posto a questa professiones col fine di essere solo copista».  En una de las secciones en ángulo se encuentra la entrada, y en la sección semicircular opuesta está el altar. Las otras dos secciones redonda y en vértice, a ambos lados, son idénticas. Los ritmos complejos del interior tienen en ellos una deslumbrante geometría. Las ondulaciones del interior, de paños cóncavoas y convexos, crean una atractiva discordancia. La decoración es una mezcla de lo orgánico (cuatro cabezas aladas de querubines) con lo geométrico (estrellas), más platónico que los contemporáneos excesos en dorado y estuco de Bernini. 
La principal obra de arte del interior es un altar de Pietro da Cortona, representando a san Ivo.

## Descripción

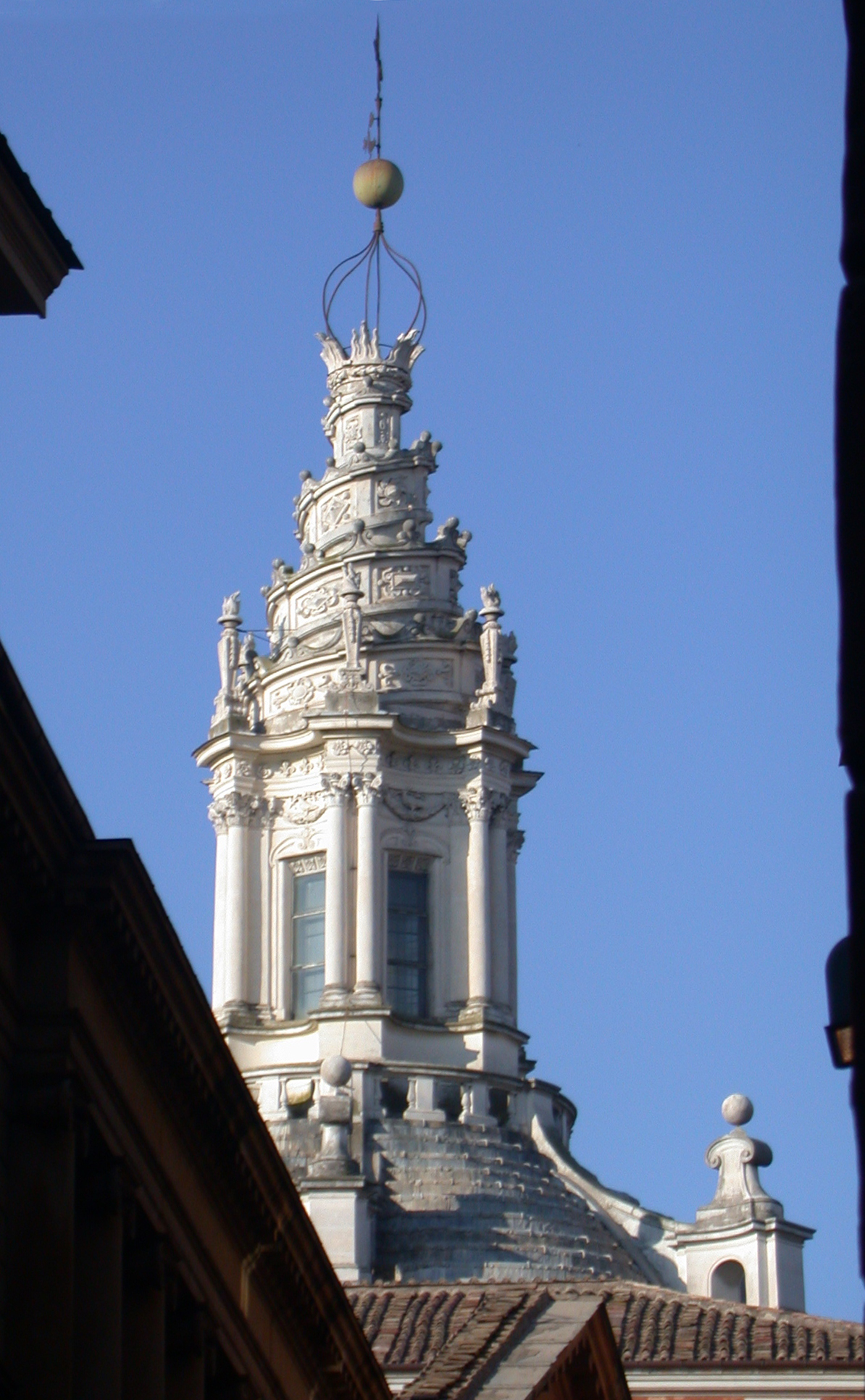
Aguja en espiral de Sant'Ivo alla Sapienza.

Sant'Ivo alla Sapienza fue un tema dificilisimo para Borromini, condicionado por la preexistencia del palacio y del patio ya construido, que dejaban un espacio cuadrangular muy limitado para construir la iglesia.
De estas limitaciones logrará una ocasión para disfrutar de una gran libertad. Eligió una planta triangular que le permitió crear un cuerpo organizado por las líneas; al doblar el triángulo para crear una estrella de seis puntas que ocupa toda la superficie disponible, y a esta forma, restar y agregar espacios circulares de acuerdo con un riguroso esquema lógico. La necesidad de explotar al máximo un solar cuadrado, el interés en un caparazón mixto (que le permitiría continuar la experiencia de San Carlino en el Quattro Fontane) y la idea de inspirarse en formas simbólicas (capaces de vincular el origen y el esquema a los significados primarios) serán los motivos inspiradores del proyecto. El proyecto de Borromini era muy diferente de la creación hoy existente, de hecho, al ser demasiado complicado, fue reemplazado a lo largo de los años.
El resultado se obtiene con extrema pureza y aparente simplicidad: la planta centralizada, mixtilínea, dibuja una especie de estrella de seis puntas, y los muros recalcan el perímetro. La cara de la pared, caracterizada por lesenas escalonadas y cornisas horizontales, está coronada por una cornisa que no sobresale excesivamente, con funciones de tablamento, en la que se encuentra el motivo del techo ligeramente cóncavo, ya visto en San Carlino; finalmente, sobre el entablamento se encuentra la cúpula con finas costillas que convergen hacia la linterna. En el exterior, el domo presenta un tambor articulado de líneas convexas y termina en una alta linterna con una coronación en espiral. Toda la parte terminal se caracteriza por un ideal camino ascensional que encuentra un precedente en el tiburio y el campanario de la basílica de Sant'Andrea delle Fratte.
En su interior cabe mencionar el retablo con San Ivo, patrón de los abogados de Pietro da Cortona, inacabado por la muerte del maestro en 1669 y terminado por sus alumnos.

## Simbología, lectura y referencias

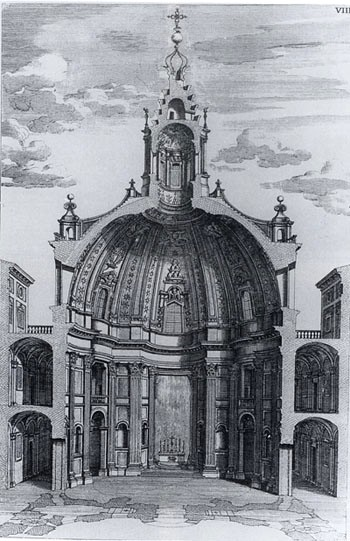
Sección vertical del edificio (1720)

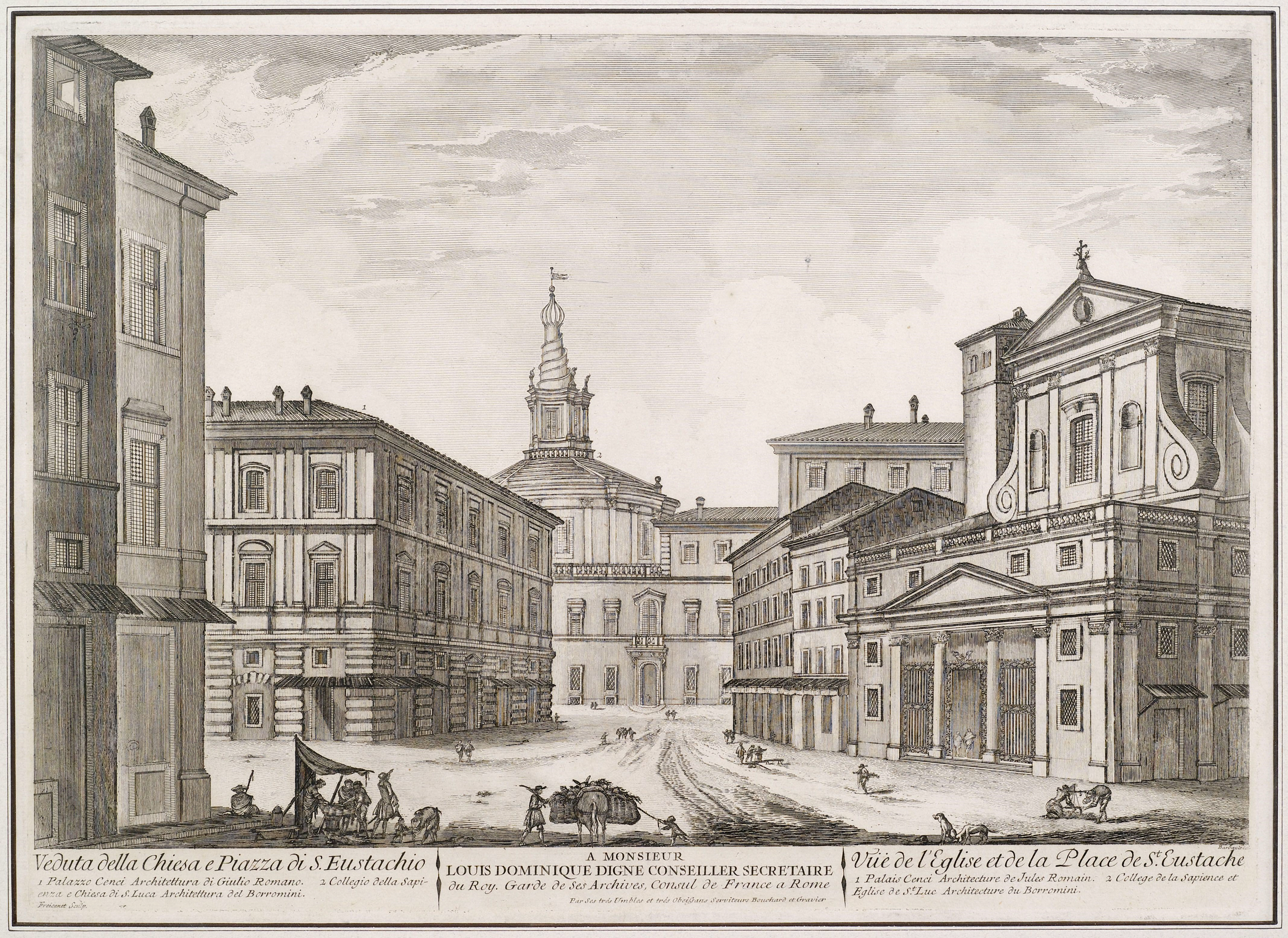
Roma, Veduta della Chiesa e di Piazza di S. Eustachio, de Jean Barbault (1718-1766)

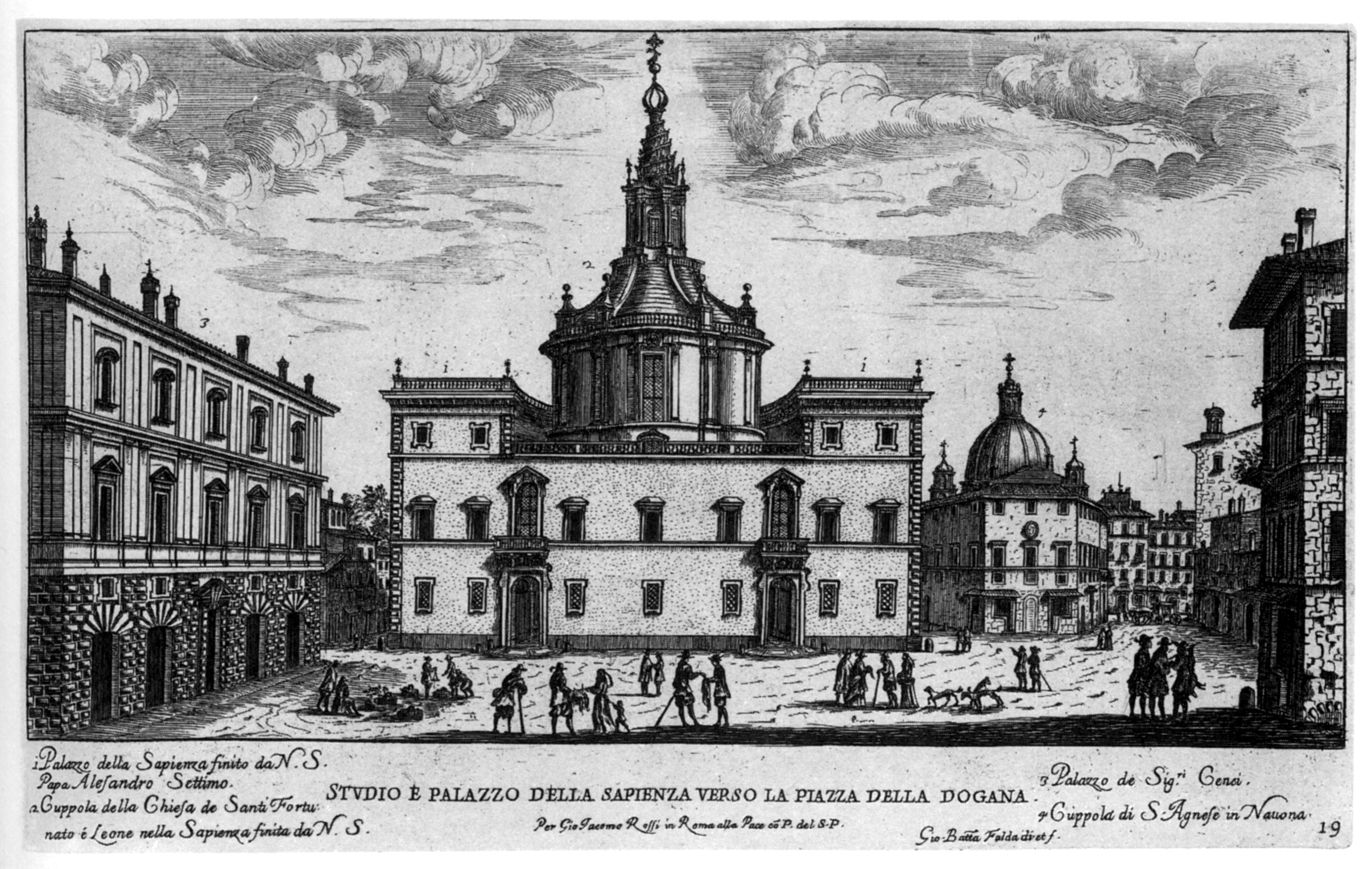
Vista oriental de G. B. Falda (1665)

La simbología que Borromini refleja en la planta mixtlínea, relacionada con el tema de la religión, es interesante para aclarar ciertos componentes de la obra de Borromini, pero el mayor elemento inspirador fue su intuición del espacio como un elemento que reacciona en un sentido negativo, respecto al movimiento de la masa muraria. Continuidad y organicidad se reagrupan comprendiendo que se debe crear un nuevo orden, por lo que la cúpula ya no estará soportada por arcos estructurales que crean las unidades secundarias confluyentes para crear uno solo primario, sino que viene a descansar directamente sobre el contorno de la línea mixta de la Capilla, transformando así lenta y gradualmente la compleja forma inicial en un círculo perfecto, que representa a Dios. En la coronación de la iglesia, por último, se coloca una linterna en forma de espiral que se refiere al Faro de Alejandría, como si la iglesia en efecto, actuase como un faro para los fieles: en la parte superior de la linterna están las "llamas" de piedra indicando el fuego que ilumina el camino de los cristianos.
La Trinidad, simbolizada por el triángulo, es la figura de partida que, combinada con otro triángulo invertido y con partes de círculo cóncavas y convexas, formará la figura estilizada de tres abejas, símbolo a su vez de caridad, prudencia y laboriosidad, así como un elemento heráldico del escudo de armas de la familia Barberini, cuyo máximo exponente, el papa Urbano VIII, encargó a la iglesia.
En su búsqueda de síntesis, trabajó en la fusión de elementos clásicos y góticos, usándolos no como un ingrediente para un compromiso, sino como elementos revividos primero por separado y luego orgánicamente. La misma operación de coherencia ocurre entre el exterior y el interior y no por razones mecánicas, de hecho porque desde este punto de vista, la cúpula sería una falsa estructura, ya que la diversidad de los seis lóbulos internos no transciende en el exterior, y la sexta agudeza interna está oculta por un tambor y un techo escalonado que lleva hacia la linterna: no hay correspondencia entre el interior y el exterior. La linterna, que en el interior es completamente circular, en el exterior está compuesta por seis partes cóncavas con columnas dobles que terminan en pináculos muy altos, mientras que la espiral que se eleva hacia arriba no encuentra correspondencia en una forma interna donde la linterna termina mucho antes. La continuidad viene dada por la línea sinusoidal del tambor evidenciada por la cornisa en la parte superior. La aspiración al infinito está dada por la hélice, y la ligereza recreada encuentra su cumplimiento en la jaula de hierro y en el globo colocado sobre las llamas que, como la luz de un faro, debe iluminar a los fieles. La relación entre los muros y la atmósfera se vuelve más estricta aquí y Borromini demuestra que la materia también es una entidad incorpórea, sin peso, en la luz.
Como en los casos de los globos de travertino, que se sostienen por una pequeña barra de hierro por encima de las almenas que tienen función de pináculo que centran el contrafuerte (como en las catedrales góticas). Las referencias serían del gótico florido de la catedral de Milán, de las representaciones míticas en espiral de la torre de Babel y del faro de Alejandría, fusionados entre sí, que en la imaginación de Borromini crearon una referencia totalmente original y con fuerza icónica. El genio de Borromini alcanzó un clímax aquí y desconcertó a los testigos contemporáneos de la visión del espacio que anulaba los límites entre la masa y la atmósfera.

## Etapas de la construcción
El 25 de septiembre de 1635, a propuesta de Gian Lorenzo Bernini, Francesco Borromini fue nombrado arquitecto de La Sapienza  por un breve apostólico de Urbano VIII Barberini.
Cuando Borromini obtuvo ese encargo, ya se habían completado el patio y la fachada principal. El programa de construcción había sido detenido por Giacomo della Porta su predecesor, e incluía: una iglesia circular con capillas muy pequeñas, la realización de las fachadas sobre la plaza Sant'Eustachio y la Via dei Canestrati, los cuatro pasajes cubiertos sobre arcadas, en tres de los lados.
El primer trabajo del que se ocupó Borromini fue la iglesia, para la cual disponía de un espacio casi cuadrado, extremadamente pequeño. Si siguió bien la idea de una planta centrada, el proyecto de Borromini fue muy diferente al de su predecesor, ya que la implantó a partir de una planta hexagonal obtenida a partir de la intersección de dos triángulos equiláteros.
De acuerdo con los libros de obra, hasta el 24 de enero de 1643 no comenzaron los trabajos. Se llevaron a cabo durante un período de 20 años, con una interrupción entre 1655 y 1659. Los documentos permiten establecer algunas etapas de la construcción:
- en 1648 se iniciaron las bóvedas de la cúpula;
- en 1649, comienzo de la cubierta con placas de plomo;
- en 1652, emprendió la realización de la linterna;
- el 7 de abril de 1655, Alejandro VII Chigi, cuyo arquitecto favorito era Bernini, sucedió a Inocencio X Pamphili. Ese mismo año, cuando apareció la cúpula, surgió un coro de protesta frente a la audacia del trabajo. Borromini fue acusado de haber hecho un edificio inestable. Tanto fue así que el rector de La Sapienza le pidió a Borromini que se comprometiera personalmente contra cualquier posible daño durante 15 años;
- entre 1655 y 1659, las obras quedaron interrumpidas. Aparecieron fisuras en la bóveda, lo que alimentó aún más el rumor. Borromini explicó esto: la interrupción de la obra había impedido la construcción de otro cuerpo de edificación (la futura Biblioteca Universitaria Alejandrinabiblioteca Alejandrina]]) que debía servir de contrafuerte de la iglesia. Antes de levantar la biblioteca, fue necesario demoler un antiguo edificio de las aduana que estaba en este sitio;
- el 31 de marzo de 1659 se comenzó a trabajar en la demolición de la aduana, y el 7 de abril se concedieron 10 000 escudos al rector para sufragar los gastos necesarios para la continuación del trabajo, este fue el comienzo de la segunda fase;
- el 22 de abril de 1659, comenzaron los cimientos de la biblioteca;
- en 1660, la decoración interna de la iglesia estaba muy avanzada, no sin dificultades. Se inspiraba en los motivos heráldicos de los Chigi, lo que no evitó que el Papa criticara la arquitectura "milanesa" de Borromini.[10] Esta decoración fue rehecha muchas veces, a veces porque Borromini cambió de opinión, pero principalmente a causa del comitente;[11] todo esto muestra las difíciles condiciones que Borromini tuvo que enfrentar en esta obra;
- finalmente, el 17 de septiembre de 1660, la decoración estaba casi terminada, y lo único que faltaba era el retablo de Pietro da Cortona y el pavimento, que no se realizó hasta 1662;
- en noviembre de 1660, Alejandro VII consagró la iglesia inconclusa;
- la fachada de Sant'Eustachio se realizó entre 1659 y 1664;
- Alejandro VII menciona en sus memorias que la biblioteca se completó en 1665, lo que no es del todo cierto: a la muerte de Borromini en 1667, aún faltaban las columnas en los costados de las ventanas.[8]

## Descripción
El patio rectangular, delimitado por tres de sus lados por dos niveles de galerías con arcadas de medio punto, está cerrado en su cuarto lado por la iglesia cuya fachada cóncava rompe la rectitud de la arquitectura clásica de las otras caras del patio.

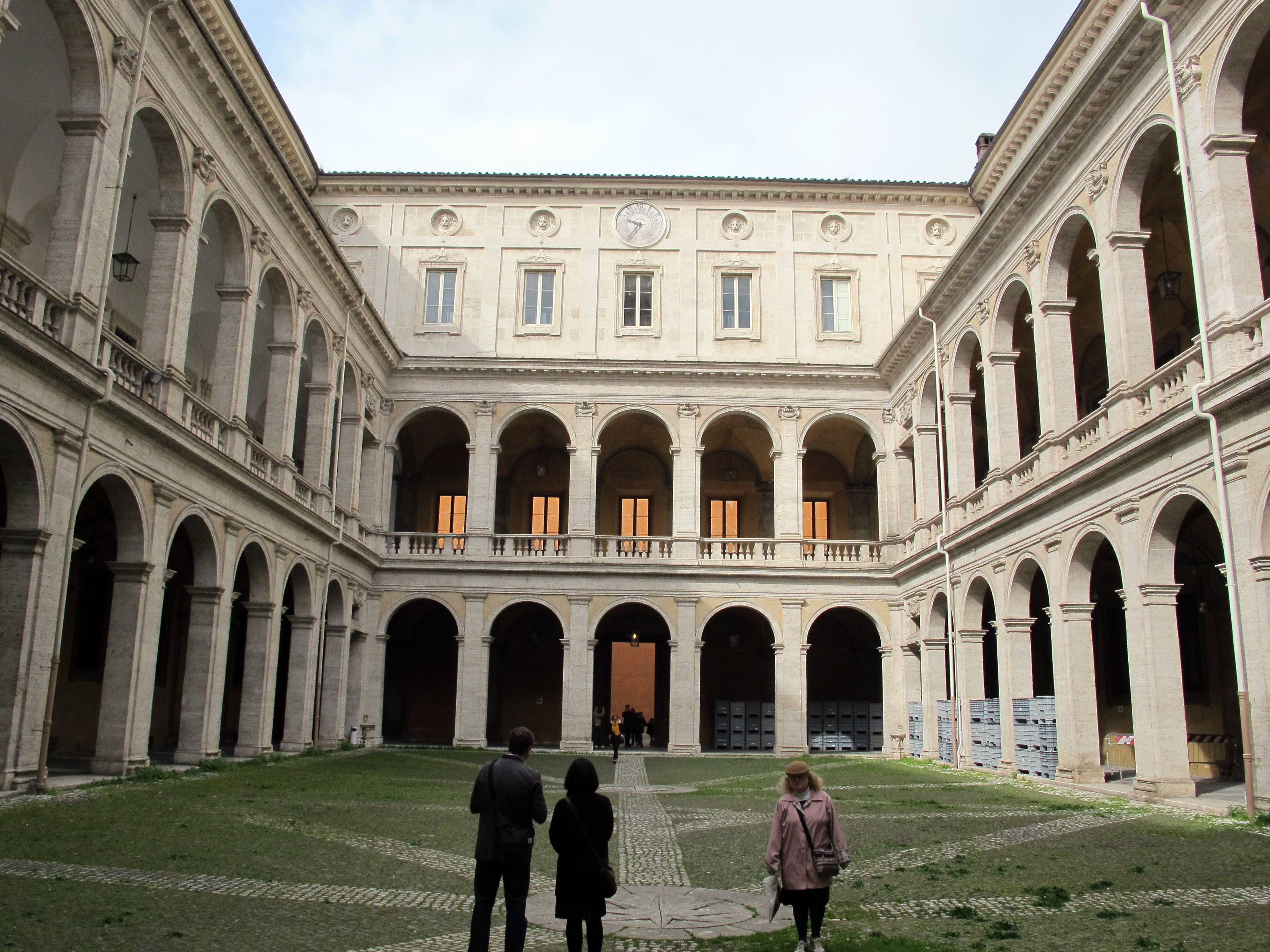
El patio del lado de las arcadas
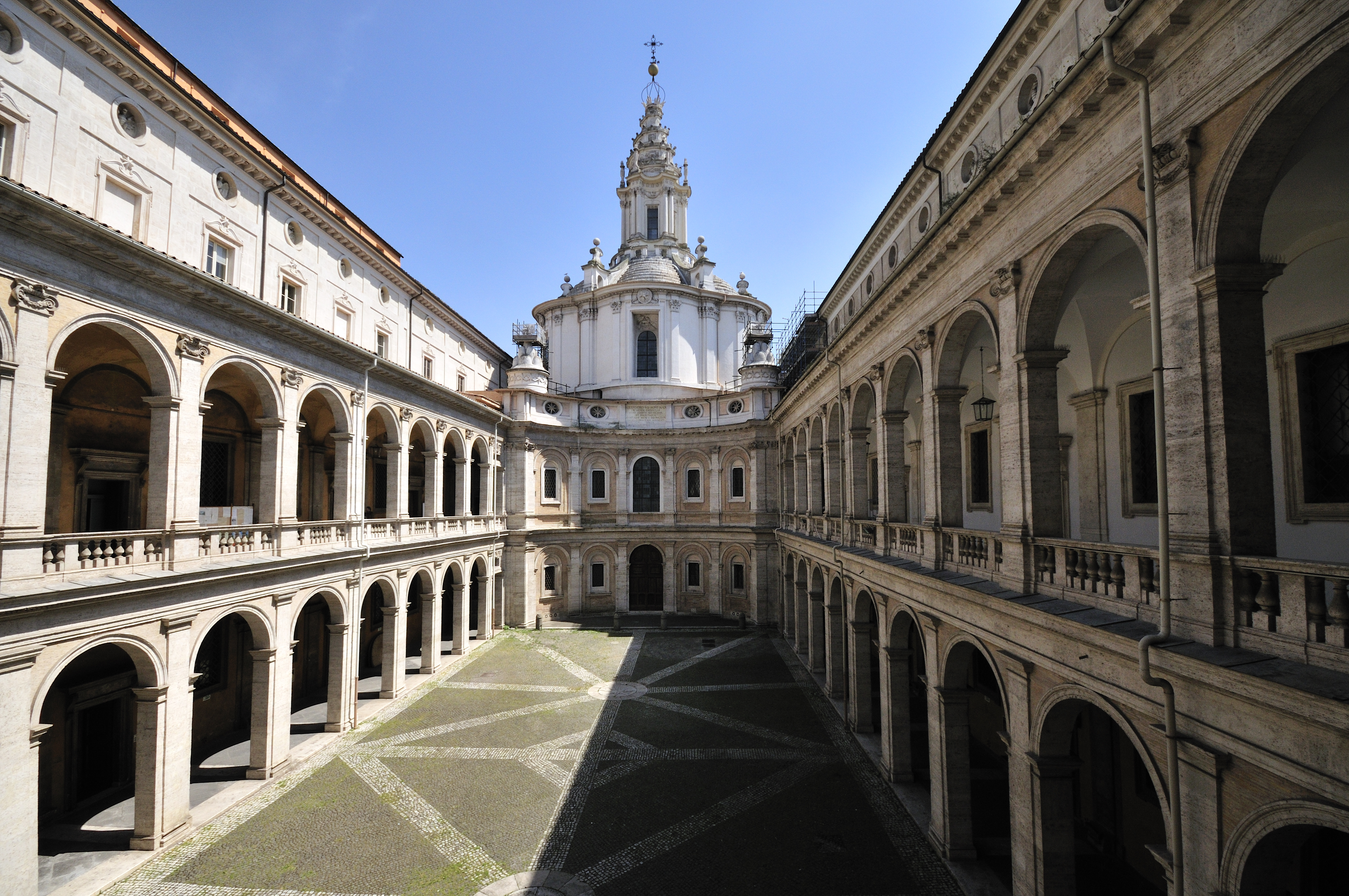
El patio del lado de la iglesia
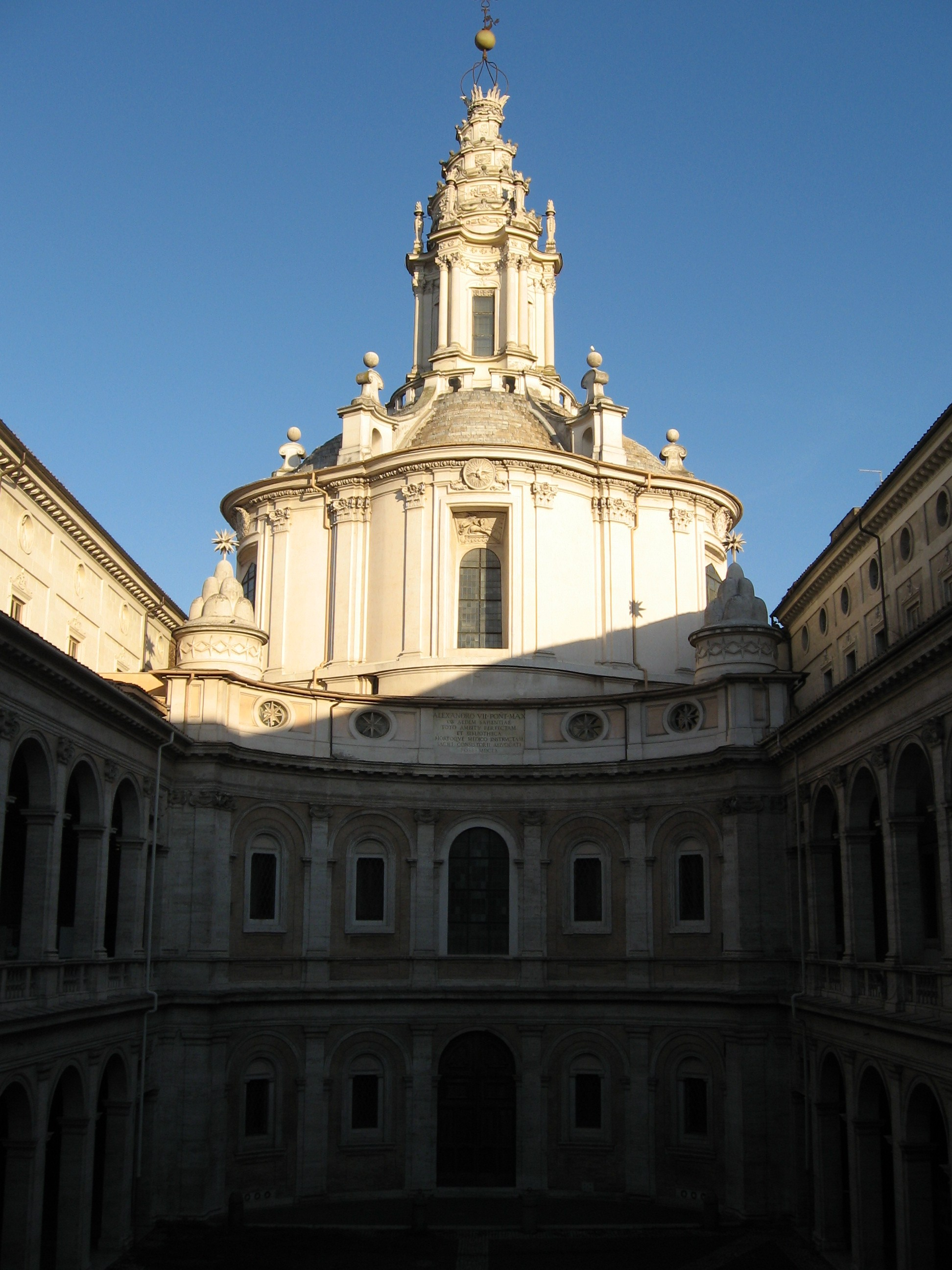
Cúpula
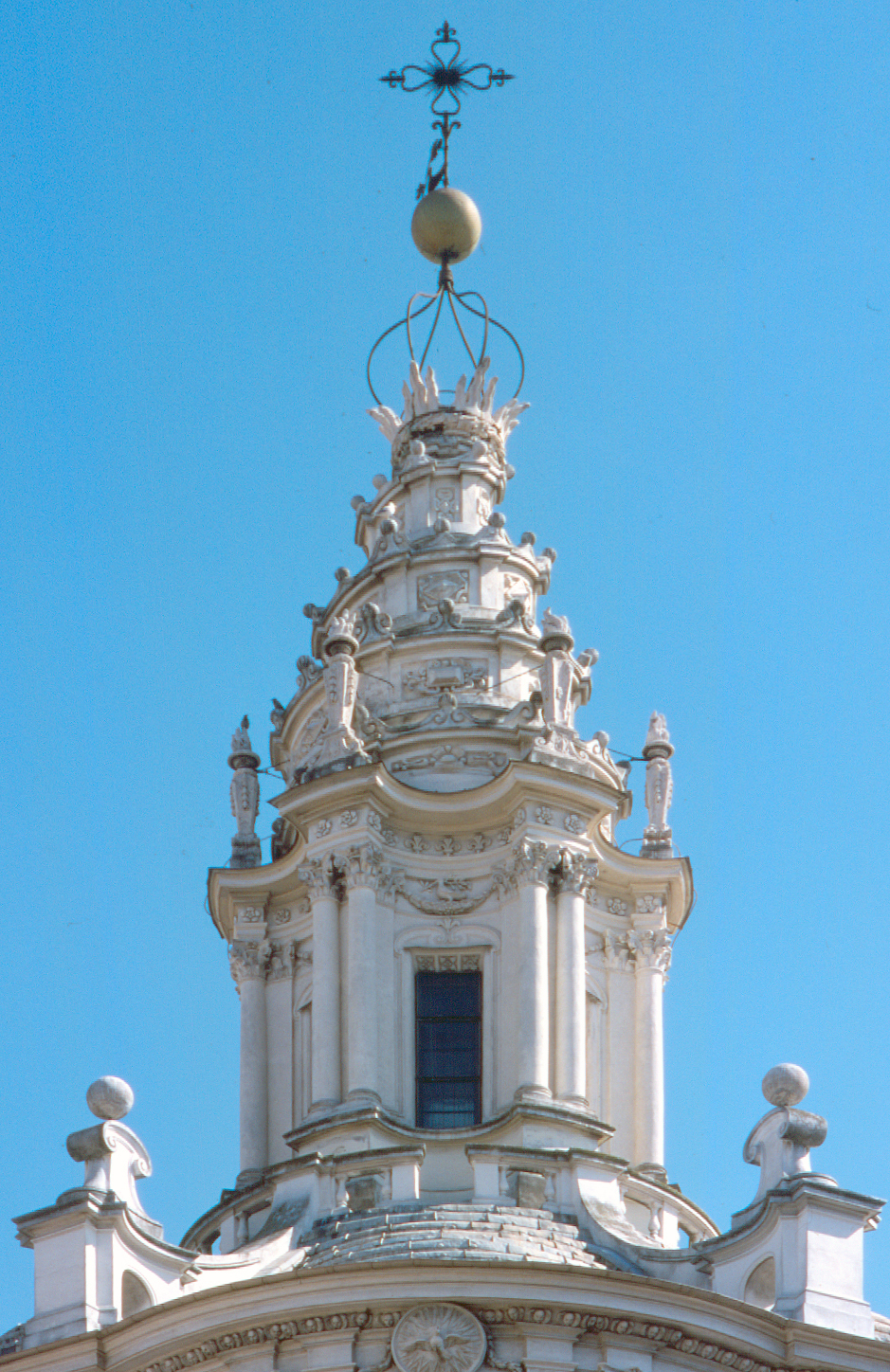
Aguja de la linterna

El simbolismo es un componente intrínseco de Borromini, reconocido por todos los especialistas Por ello no es sorprendente constatar que la implantación de Sant'Ivo se basa en un conjunto de dos triángulos equiláteros centrados, uno descansando sobre la base y con uno de los tres vértices arriba y el otro girado, es decir, con uno de los tres vértices en la parte inferior: es decir, el símbolo del sello de Salomón. Por su sabiduría legendaria, el rey Salomón ya es en sí mismo una referencia al lugar de implantación, la universidad. Pero el símbolo en sí está relacionado por uno de sus muchos significados a lo que la tradición llama el «Hombre Universal» que, además de su aspecto sagrado de mediador entre el cielo y la tierra, debe ser puesto directamente en relación con la Sabiduría y el Conocimiento. Además, la estrella así formada y que es solo una variación del sello de Salomón, tiene 6 ramas y el simbolismo de este número se relaciona con el cielo y con el «Hombre Universal». Así, Borromini fundó en el templo del saber de la universidad romana, el espacio sagrado de la iglesia, mediador a través del cual tiene lugar la comunicación entre el cielo y la tierra.

Sello de Salomón
Esquema generador de la planta
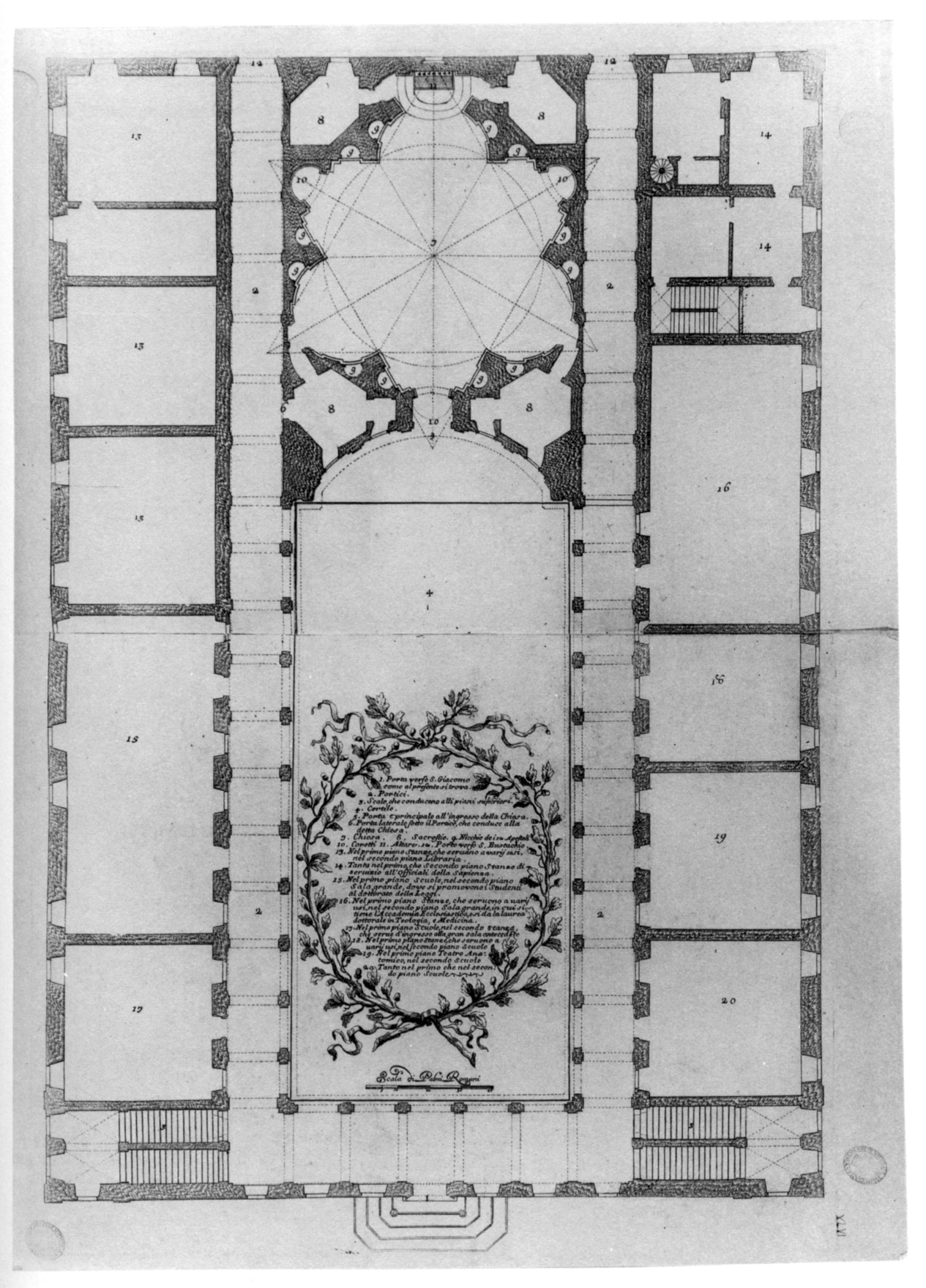
Planta de Borromoni

El coro, orientado, y las capillas norte y sur son cóncavas, las otras tres capillas son convexas. Guiado por potentes pilastras estriadas, el movimiento ondulatorio así creado se eleva desde la base a lo largo del tambor, invade la cúpula, donde una perspectiva impactante obliga a la mirada a una vertiginosa ascensión a lo largo del eje del mundo, hasta un punto radiante y luminoso en el centro de la linterna: la divina Sapienza.

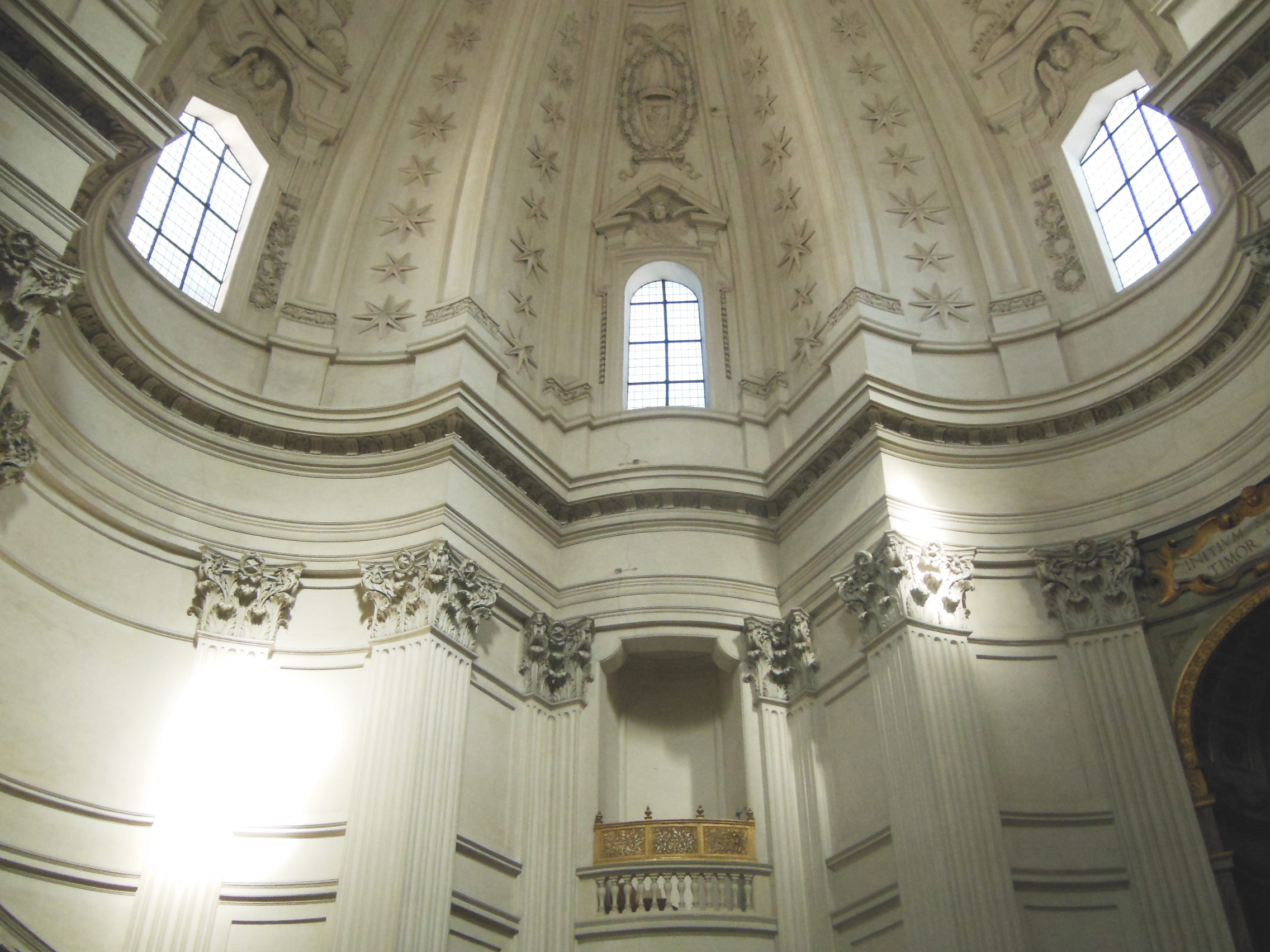
El tambor
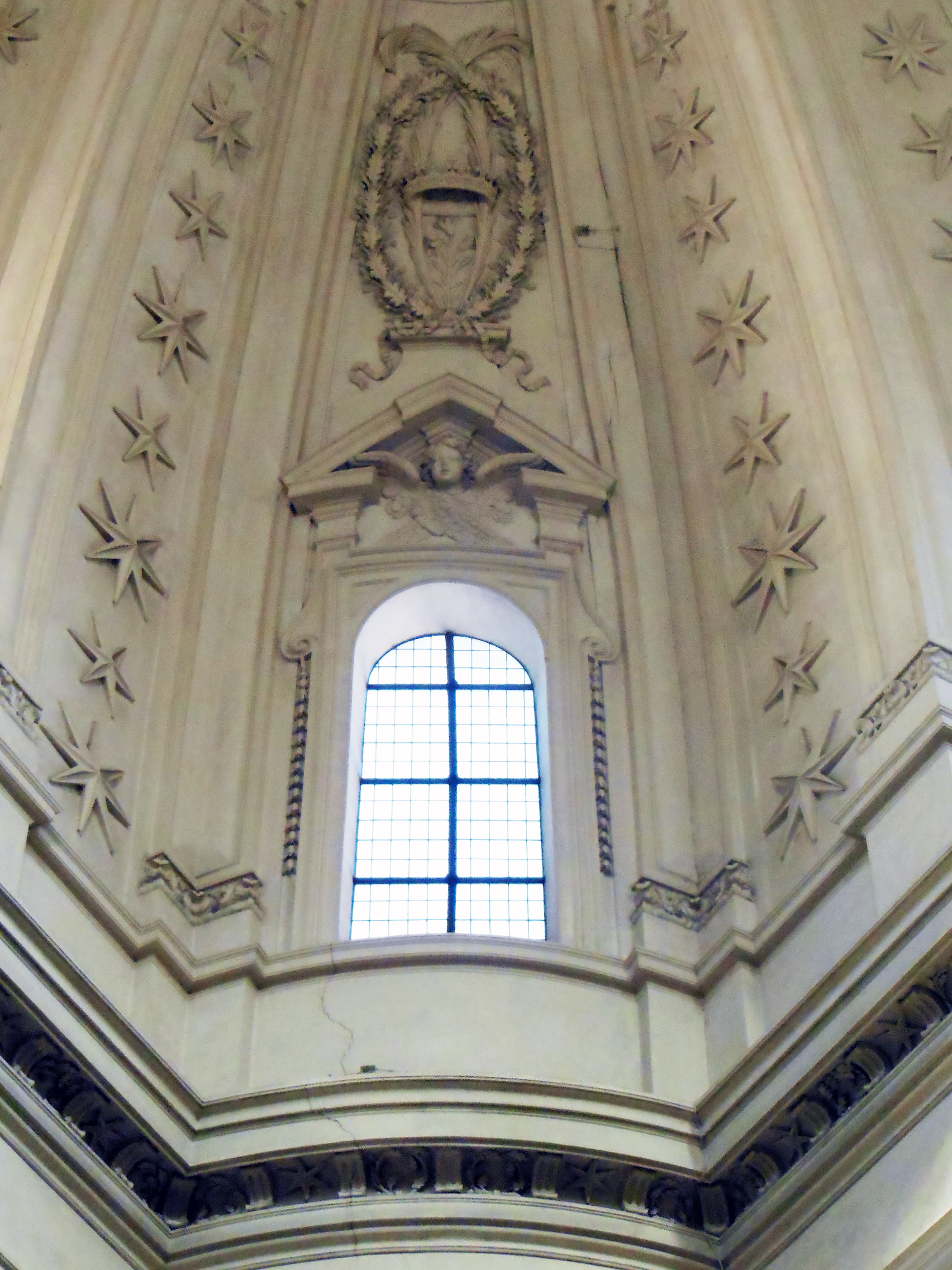
El arranque de la cúpula
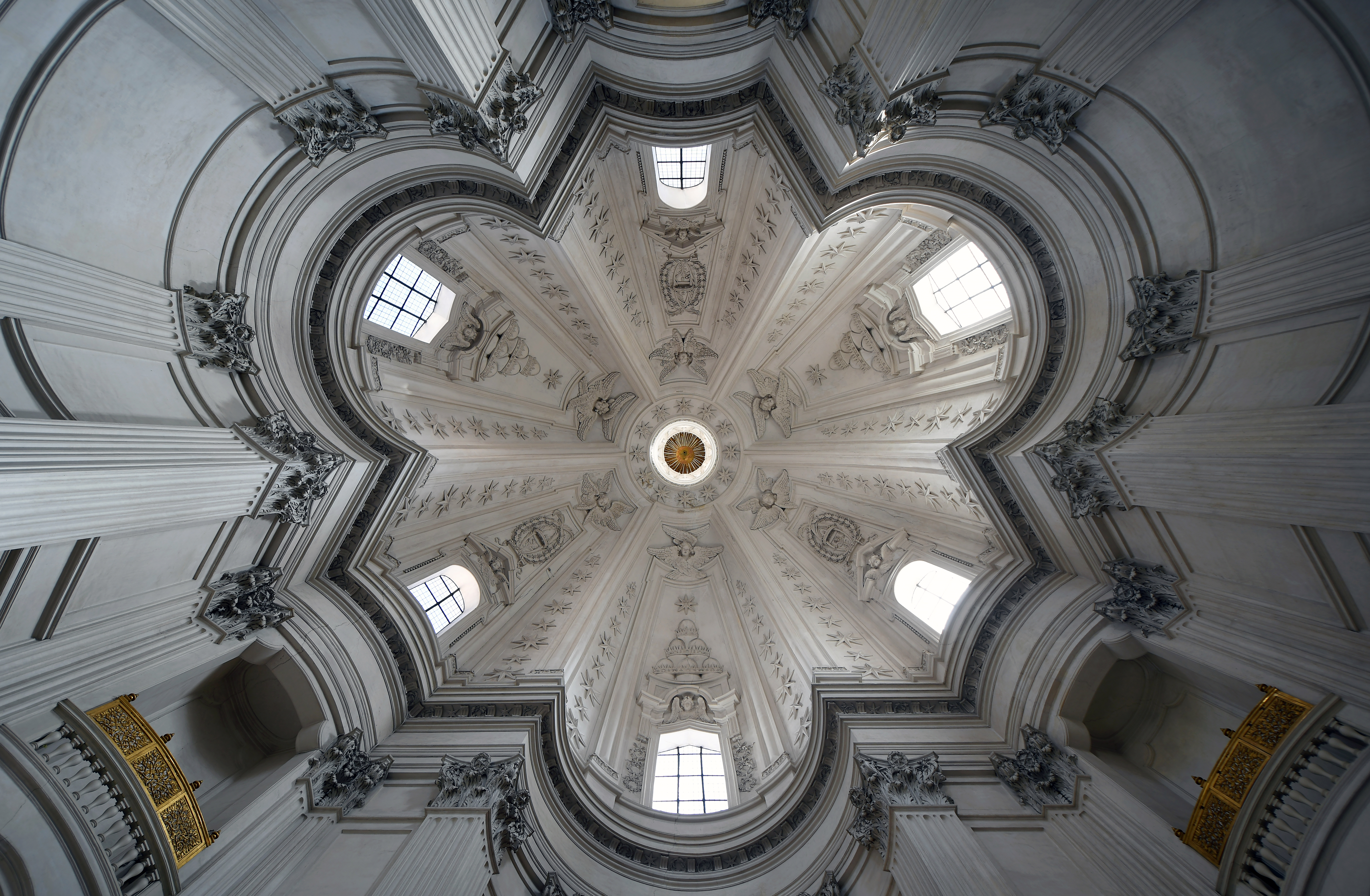
La cúpula

Sería muy difícil, estando adentro, deducir la apariencia exterior y viceversa. Se está en presencia de dos componentes diferentes, aunque complementarios y constituyentes por tanto de una unidad arquitectónica: los seis lóbulos internos no se reflejan en el exterior —la cúpula se convirtió en cobertura a varios niveles, de la que irradian contrafuertes y pináculos (góticos) terminados en esferas de travertino— la linterna ya no es la misma, circular en el interior, está compuesta en el exterior por 6 elementos cóncavos separados por columnas y se descubre elevando la vista, que la visión interna hacia el cielo, que se pensaba que era directa, de hecho está en espiral. Sin embargo, todo esto está relacionado y coherente con el principio fundamental del proyecto Borromini, ya que esta «oposición» interior-exterior debe realcionarse con otro aspecto del símbolo del sello de Salomón: el de la complementariedad, que se traduce gráficamente por la unión de dos triángulos opuestos.

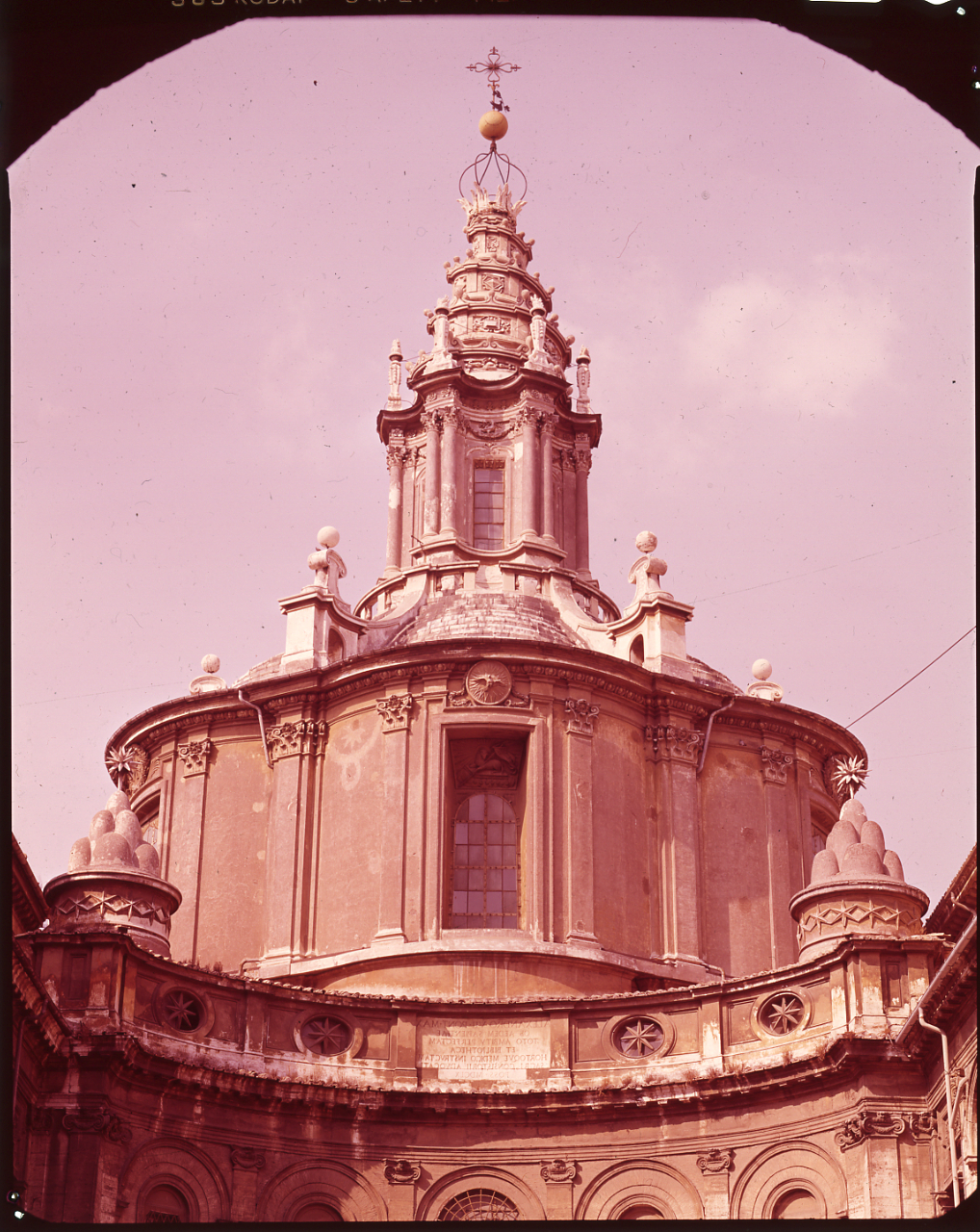
Exterior de la cúpula
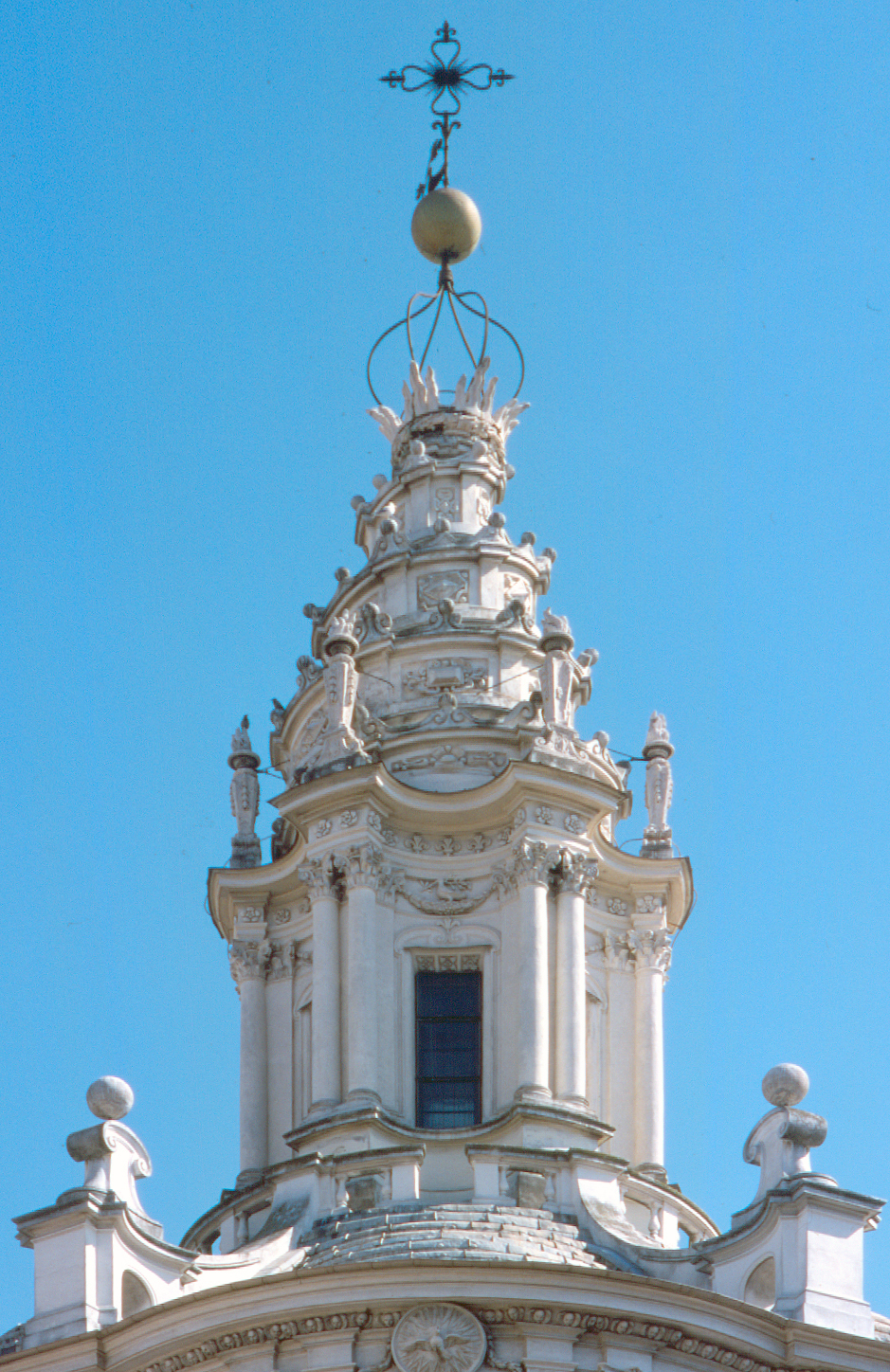
Exterior de la linterna

La decoración interior es muy sobria, los muros de color claro dan paso al espacio y a la luz, están recorridos por muchas estrellas con 6 ramas y motivos florales. Por encima del altar está el retablo de Pietro da Cortona, representando a san Ivo, patrón de los abogados. Tanto en el interior como en los muros exteriores, se encuentran representaciones heráldicas de los papas Urbano VIII (abeja), Inocencio X (paloma) y Alejandro VII (boca en el monte con tres picos).

Heráldica de Urbano VIII Barberini (abeja)
Heráldica de Inocencio X (paloma)
Heráldica de Alejandro VII Chigi (monte a la italiana bajo una estrella)

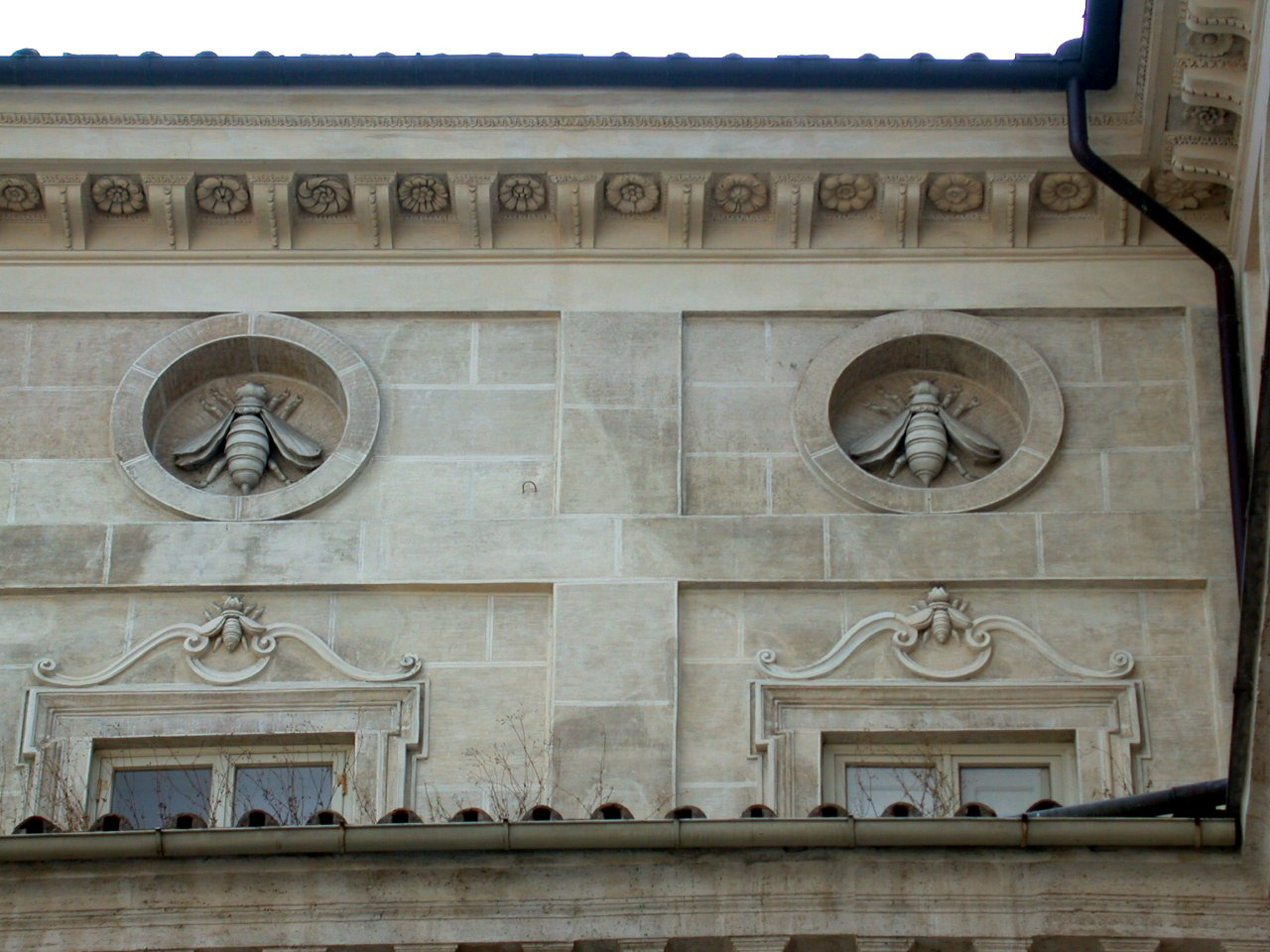
Abejas de Urbano VIII, en el patio
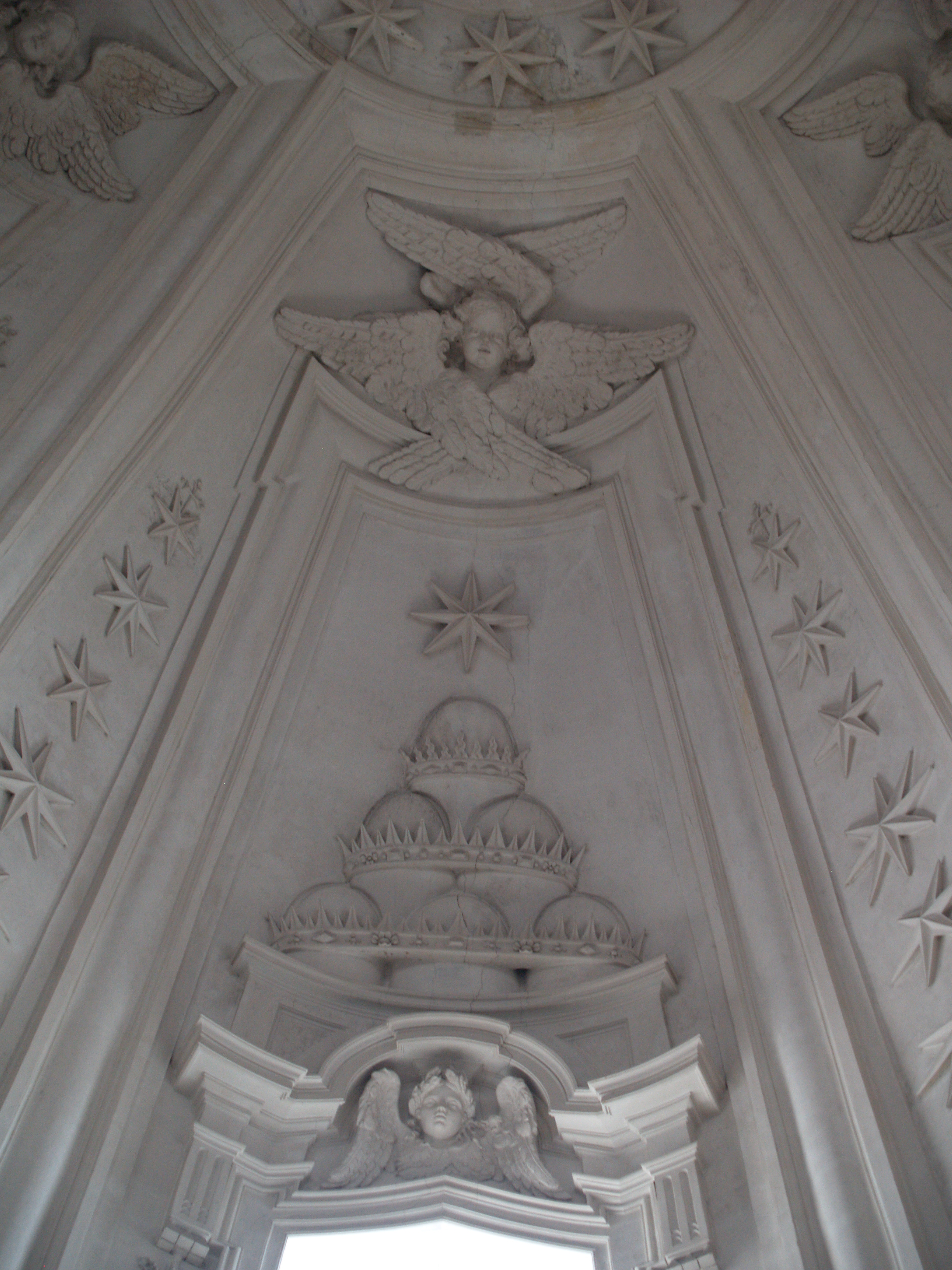
Monte a la italiana, de tres cimas redondeadas, bajo una estrella de Alejandro VII.

## Reproducción del modelo arquitectónico en el mundo
La planta de la iglesia de la Trinidad de Korostino, en el distrito de Novgorod, diseñada por Gaetano Chiaveri, contratado en mayo de 1721 por la emperatriz Catalina Alekseeva - «representa una repetición de las muchas variantes del tema de la iglesia de Borromini de Sant’Ivo alla Sapienza de Roma».